# ماری والوسکا
ماری والوسکا، کُـنتس والوسکا (انگلیسی: Marie Walewska, Countess Walewska؛ ‏ ۷ دسامبر ۱۷۸۶ – ۱۱ دسامبر ۱۸۱۷) با نام دوشیزگی ماریا وانچینسکا (لهستانی: Maria Łączyńska) نجیب‌زادهٔ لهستانی و معشوقهٔ ناپلئون بناپارت بود. او در سال‌های بعدی زندگی‌اش با کنت فیلیپ آنتوان دورنانو یکی از افسران پرنفوذ ارتش ناپلئون ازدواج کرد.

## زندگی‌نامه
وی در خانواده‌ای ثروتمند و اشرافی با شش خواهر و برادر به‌دنیا آمد و در قصر اجدادی‌شان «عمارت کیرنوژا» رشد یافت. در همان‌جا نخستین آموزش‌های خود را دریافت داشت و پدرِ فردریک شوپن یکی از آموزگاران وی بود. پدرش در سال ۱۷۹۴ در جریان «نبرد ماچییوویتسه» میان لهستان و امپراتوری روسیه و یک‌سال پیش از سومین تجزیه لهستان به‌شدت مجروح و کشته شد. ماری در سال ۱۸۰۵ با آتناسیوس کنت کولونا-والوسکا که کاخ‌دار پیشین پادشاه لهستان استانیسواو آگوست پونیاتوفسکی بود، ازدواج کرد که بیش از چهار برابر ماری سن داشت، اما مردی ثروتمند و بانفوذ بود. این دو، پسری به نام «آنتونی رودلف بازیلی کولونا-والوسکا» داشتند که گفته می‌شود احتمال فرزند نامشروعی بود که نطفه‌اش اندکی پیش از ازدواج ماری بسته شده بود.

## رابطه با ناپلئون بناپارت
ماری ناپلئون را در سال ۱۸۰۶ در بلونی (ماسوویان) یا یابووننا ملاقات کرد. بر پایهٔ خاطرات خودِ ماری، او گفتگویی مختصر با امپراتور فرانسه داشت، اما این ملاقات پیامد خاصی نداشت. با این حال، ناپلئون او را به خاطر زیبایی خارق‌العاده‌اش فراموش نکرد و از او خواست تا یکدیگر را دوباره در ورشو ببیند و قصد داشت با او وارد رابطه شود. این دو، بار دیگر یک مهمانی رسمی رقص به میزبانی کنت استانیسواف کوستکا پوتوتسکی یکدیگر را ملاقات کردند. با آنکه ماری در آغاز رغبتی برای برقراری رابطه با ناپلئون نداشت، اما ژیرو دوروک مارشال اعظم کاخ سلطنتی و سرپرست گارد محافظان ناپلئون و همچنین برخی اشراف و نجیب‌زادگان لهستانی ماری را متقاعد کردند تا پیشنهاد ناپلئون را بپذیرد، چرا که معتقد بودند ماری می‌تواند با تأثیر بر ناپلئون، نظر او را در حمایت از لهستان و استقلال مجدد این کشور از پروس، پادشاهی هابسبورگ و امپراتوری روسیه جلب کند.
ماری در خاطرات خود مدعی شده تنها به دلایل میهن‌پرستانه، خود را مجبور به رابطه با ناپلئون کرده‌است:
«فداکاری به حد اعلا رسید. همه این کارها برای چیدن میوهٔ آن [تصمیم] در این لحظه بود، دستیابی به این معادلهٔ واحد [متقاعد کردن ناپلئون برای حمایت از جنبش استقلال لهستان]، که موقعیت تحقیرآمیز من را توجیه می‌کند. این فکری بود که ذهن مرا به خود مشغول کرده بود. انجام این کار تحت تصمیم و ارادهٔ خودم، باعث شد که دچار عذاب وجدان و اندوه نشوم.»
این رابطه در ابتدا مخفی نگه داشته شد، با آنکه به‌طور غیررسمی یکی از پربحث‌ترین خبرها در محافل عالی ورشو بود. والوسکا فقط شب‌ها به دیدار ناپلئون می‌رفت که در قلعه سلطنتی پایتخت اقامت داشت و هر روز صبح مخفیانه ساختمان را ترک می‌کرد. این رابطه زمانی شدت یافت که ناپلئون به مقر فرماندهی خود در کاخ فینکنشتاین در پروس خاوری (امروزه کامیه‌نتس در خاک لهستان) نقل مکان کرد. ماری در آنجا به دیدارش می‌رفت و آنها در اتاق‌های مجاور هم سکونت داشتند. از آنجایی که ماری زنی به‌شدت پارسا و وارسته بود، آنها همچنان پنهان‌کاری ظاهری را حفظ می‌کردند: ماری از ترس اینکه افسران و اطرافیان ناپلئون که اغلبشان از آشنایان یا بستگان او بودند، وی را با ناپلئون نبینند، از اتاق محل زندگی‌اش خارج نمی‌شد.
ماری در سال ۱۸۰۹ ناپلئون را در سفرش به وین همراهی کرد و در خانه‌ای نزدیک کاخ شون‌برون (محل اقامت ناپلئون) سکنا گزید. در طول اقامت خود در وین، ماری باردار شد و به والویتسه بازگشت تا پسر دوم خود، «الکساندر یوزف» را به دنیا آورد. اگرچه الکساندر بدون شک محصول رابطه ماری با ناپلئون بود، اما «آتناسیوس کنت کولونا-والوسکا» او را رسماً به عنوان پسرش به رسمیت شناخت و بنابراین این پسر، نام‌خانوادگیِ کولونا-والوسکی را یدک کشید.
در سال ۱۸۱۰ ناپلئون به پاریس بازگشت و ماری هم به او پیوست. او در یک اقامتگاه سلطنتی در خیابان مونت مورانسی ساکن شد و به او عایدی بزرگی به مبلغ ۱۲۰٬۰۰۰ فرانک فرانسه و اجازهٔ ورود به تمام موزه‌های امپراتوری داده شد، اما رابطه پیشین او با ناپلئون پایان یافت. امپراتور قصد داشت ژوزفین را طلاق دهد و در عوض با ماری لوئیز، دختر امپراتور اتریش ازدواج کند و در نتیجه، ادامهٔ رابطه با زنی دیگر، ناشایست به نظر می‌رسید. آینده ماری و پسرش با اعطای زمین‌های بزرگی در پادشاهی ناپولی تضمین شد.

## برای مطالعهٔ بیشتر
- Potocka-Wąsowiczowa, Anna 'Memoirs of a witness.' Państwowy Instytut Wydawniczy, Warsaw 1965.
- d'Ornano, Antoine 'Marie Walewska, "l'ėpouse polonaise de Napolėon"', Paris 1937.
- Brandys, Marian 'The troubles with Lady Walewska' Iskry, Warsaw 1971.
- Kukiel, Marian 'The fairytale life of Maria Walewska', Warsaw 1939.
- Mauersberg, Adam 'Maria Walewska', Ateneum, Warsaw 1938.
- Masson, Frederic "Marie Walewska", E. Guillaume, Paris 1897.